# Тідагольм (комуна)
Комуна Тідагольм (швед. Tidaholms kommun) — адміністративно-територіальна одиниця місцевого самоврядування, що розташована в лені Вестра-Йоталанд у південно-західній Швеції.
Тідагольм 180-а за величиною території комуна Швеції. Адміністративний центр комуни — місто Тідагольм.

## Населення
Населення становить 12 556 чоловік (станом на вересень 2012 року). 
| Кількість населення комуни Тідагольм за 1970-2010 роки | Кількість населення комуни Тідагольм за 1970-2010 роки | Кількість населення комуни Тідагольм за 1970-2010 роки | Кількість населення комуни Тідагольм за 1970-2010 роки | Кількість населення комуни Тідагольм за 1970-2010 роки |
| ------------------------------------------------------ | ------------------------------------------------------ | ------------------------------------------------------ | ------------------------------------------------------ | ------------------------------------------------------ |
| Рік                                                    |                                                        |                                                        | Населення                                              |                                                        |
| 1970                                                   | 1970                                                   |                                                        | 12 694                                                 | 12 694                                                 |
| 1975                                                   | 1975                                                   |                                                        | 12 965                                                 | 12 965                                                 |
| 1980                                                   | 1980                                                   |                                                        | 13 069                                                 | 13 069                                                 |
| 1985                                                   | 1985                                                   |                                                        | 13 027                                                 | 13 027                                                 |
| 1990                                                   | 1990                                                   |                                                        | 13 283                                                 | 13 283                                                 |
| 1995                                                   | 1995                                                   |                                                        | 13 249                                                 | 13 249                                                 |
| 2000                                                   | 2000                                                   |                                                        | 12 694                                                 | 12 694                                                 |
| 2005                                                   | 2005                                                   |                                                        | 12 535                                                 | 12 535                                                 |
| 2010                                                   | 2010                                                   |                                                        | 12 572                                                 | 12 572                                                 |
| Джерело: SCB                                           |                                                        |                                                        |                                                        |                                                        |

## Населені пункти
Комуні підпорядковано 3 міські поселення (tätort) та низка сільських, більші з яких:
- Тідагольм (Tidaholm)
- Екедален (Ekedalen)
- Маденґсгольм (Madängsholm)
- Фреєред (Fröjered)
- Дімбу (Dimbo)
- Екелід (Ekelid)
- Кунґслена (Kungslena)

## Галерея

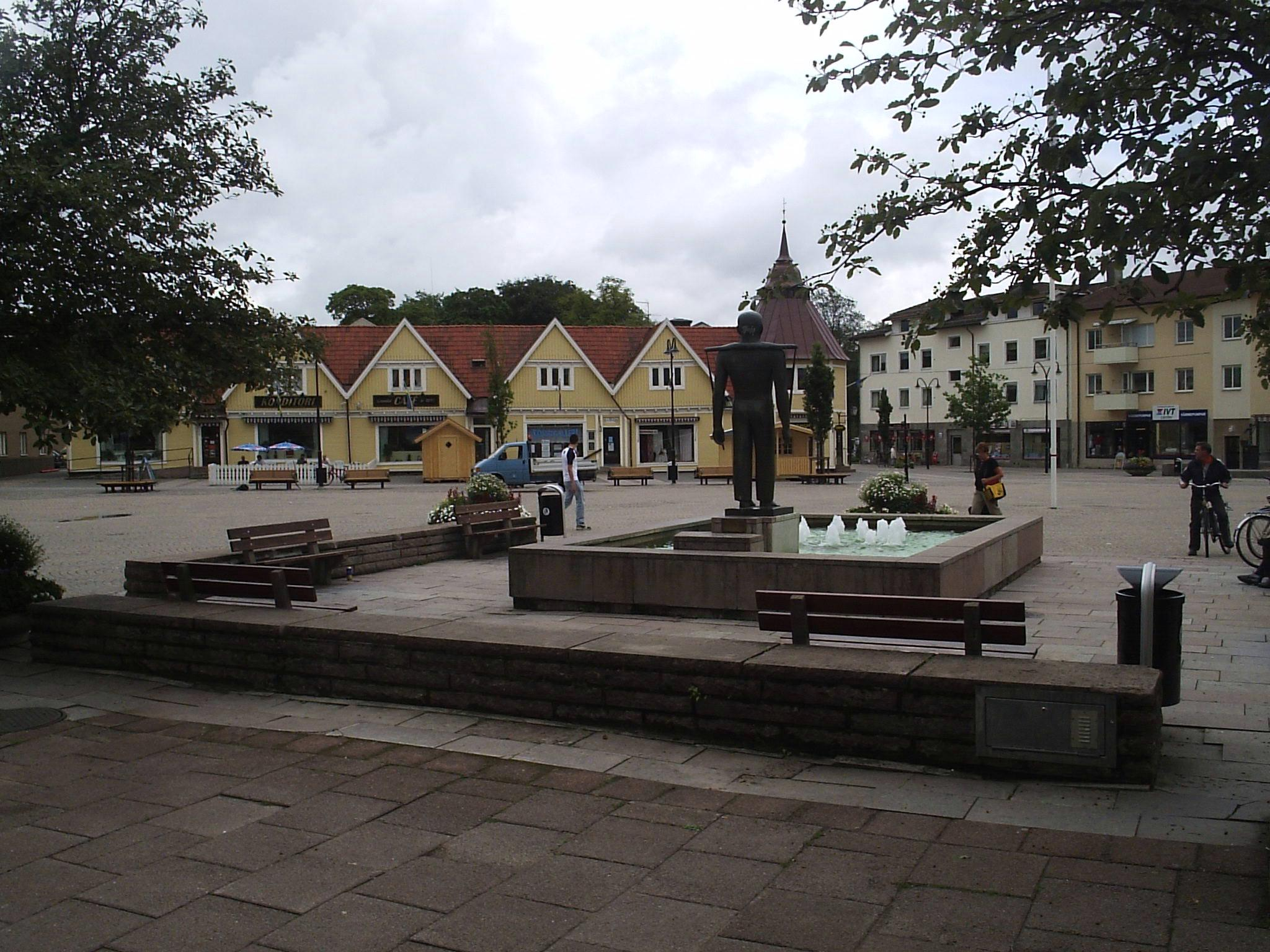
Тідагольм
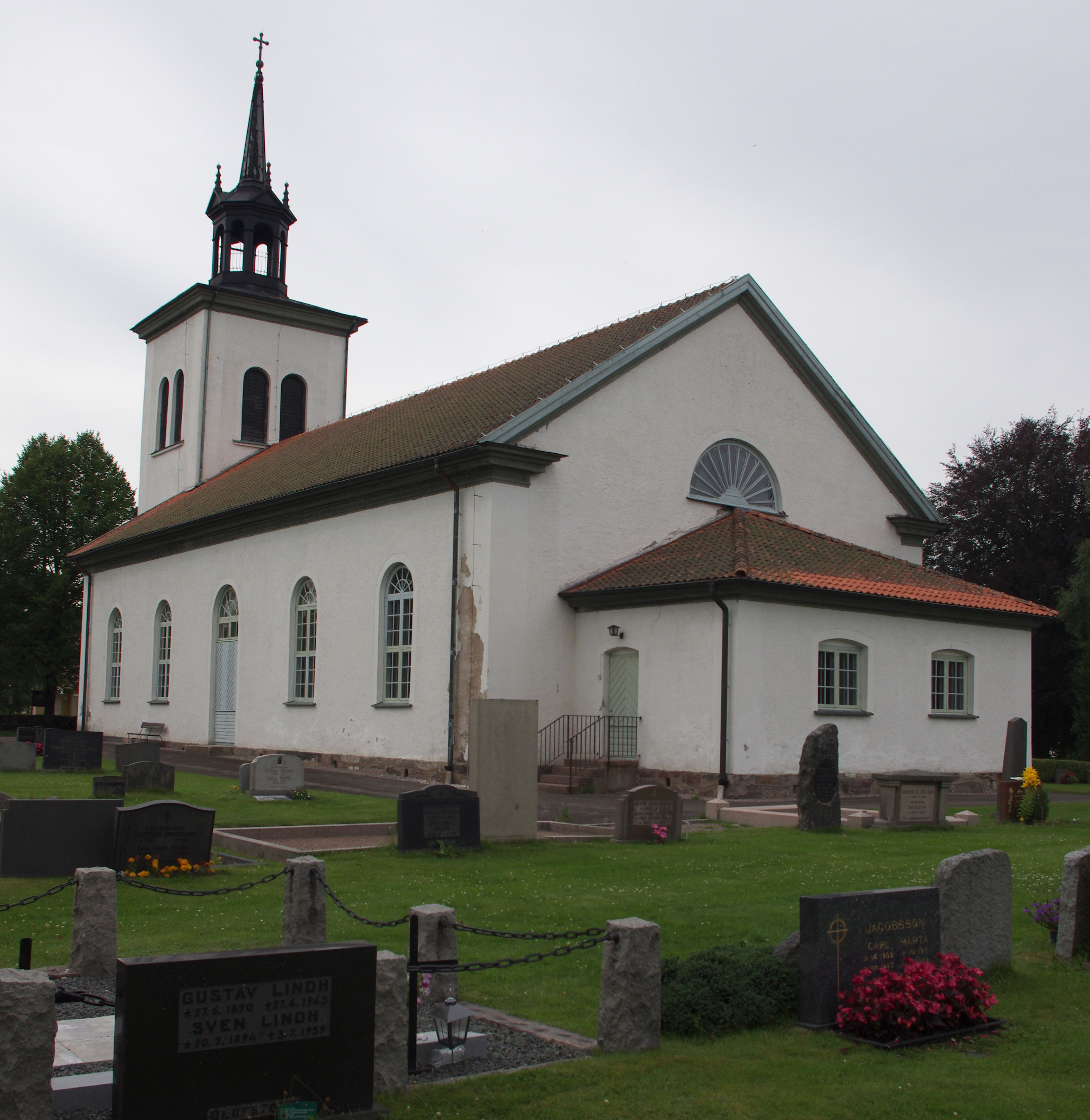
Церква (Фреєред)
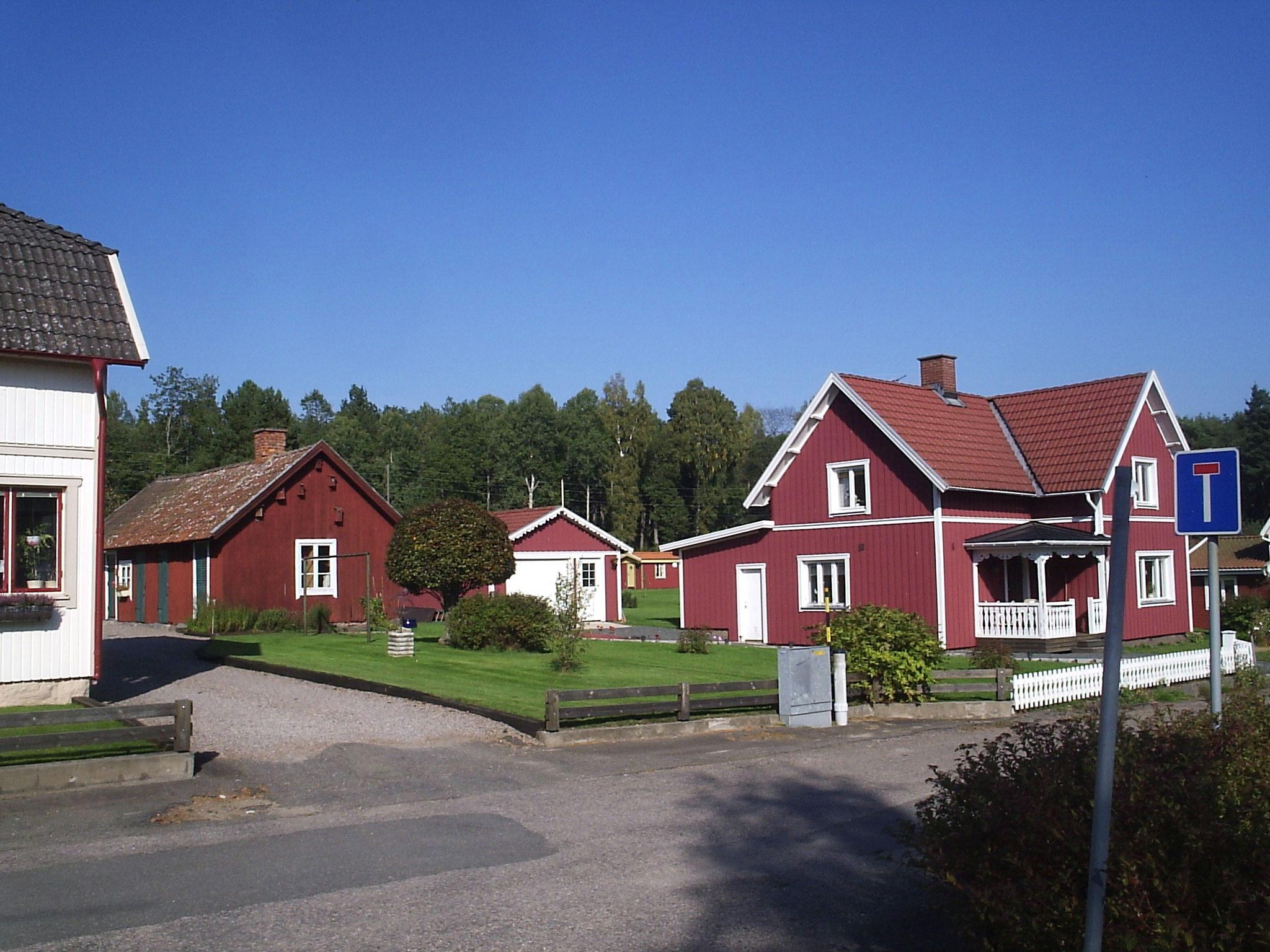
Містечко Екедален
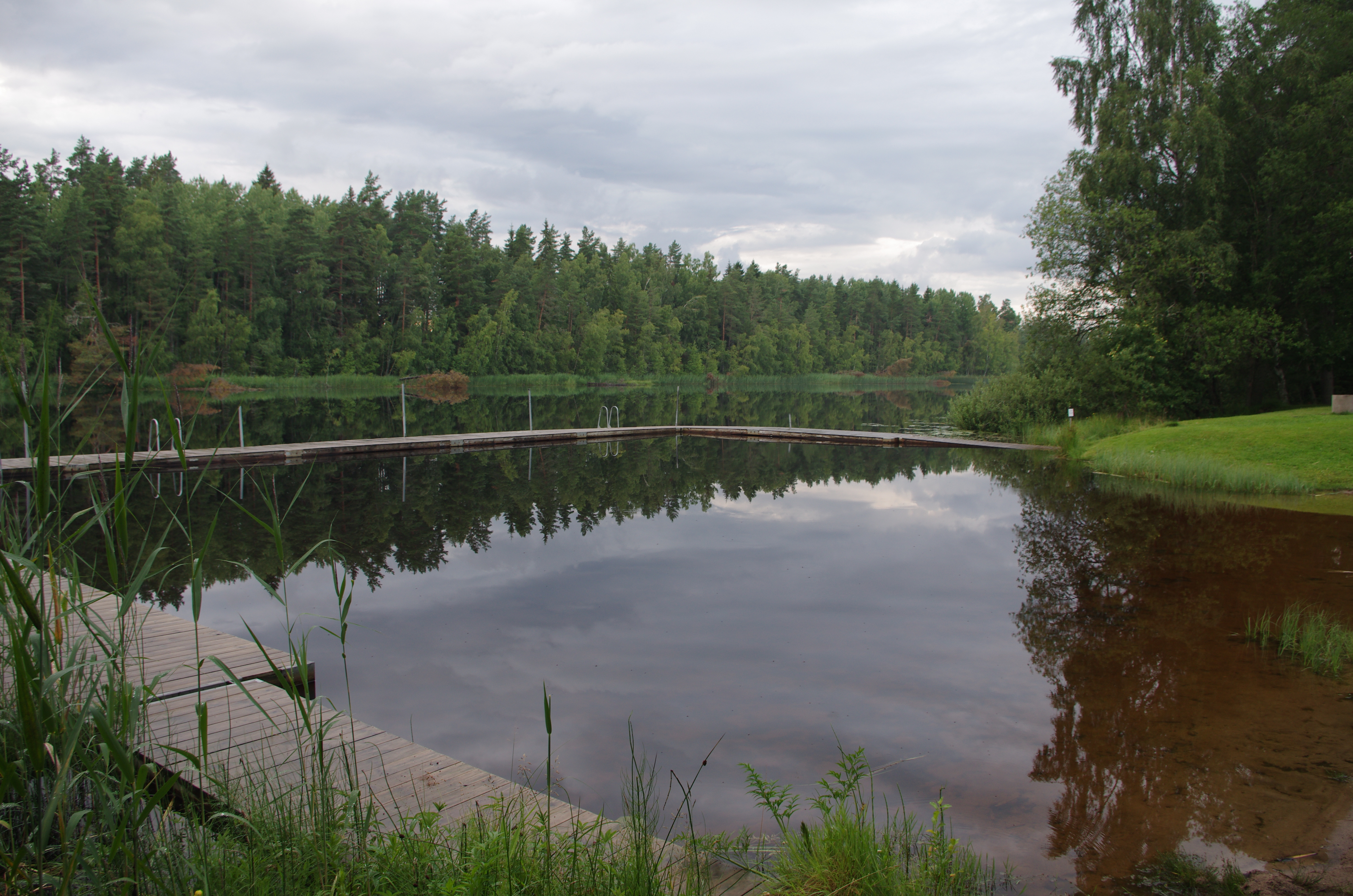
Озеро Оттерстурпашен

## Виноски
1. ↑  https://www.netpublicator.com/elected/registry/bb8e548df1a8413188cd11c1e4393afd/politician/f6bd978f-86cd-4d67-93c0-84a751a1f541?origin=021eebdb-415d-46ca-8c7a-5d3c1809b43f&path=1
2. ↑  https://sverigesradio.se/artikel/runo-johansson-l-tar-over-som-kommunalrad
3. ↑  https://sverigesradio.se/artikel/5628221
4. ↑  https://sverigesradio.se/artikel/5617567
5. ↑  (unspecified title) — 1995. — ISBN 91-38-30428-7
6. ↑  https://sverigesradio.se/artikel/2268533
7. ↑  Folkmangd i riket, lan och kommuner (шв.) . Центральне бюро статистики Швеції. Архів оригіналу за 20 серпня 2013. Процитовано 24 лютого 2013.